# Gulliver no uchū ryokō
Garibā no uchū ryokō (ガリバーの宇宙旅行?), conosciuto anche con il titolo anglofono Space Gulliver, è un film d'animazione del 1965 diretto da Masao Kuroda e Sanae Yamamoto.
Pellicola distribuita in Giappone il 20 marzo 1965 e il 23 luglio dell'anno successivo negli Stati Uniti. Prodotta dalla Toei Animation e tratta da I viaggi di Gulliver di Jonathan Swift, è stata sceneggiata da Shin'ichi Sekizawa e Hayao Miyazaki (sebbene non accreditato).

## Trama
La storia riguarda un ragazzo senzatetto di nome Ted. Dopo aver visto un film su Lemuel Gulliver, lo incontra in una foresta. Gulliver ora è un anziano scienziato che viaggia nello spazio. Con l'assistente Crow e i compagni di Ted, un cane parlante e un soldatino, viaggiano attraverso la Via Lattea verso il Pianeta della Speranza Blu, che è stato assediato dalla Regina del Pianeta Purpureo e il suo malvagio gruppo di robot. Armati di pistole ad acqua e gavettoni, che sciolgono i cattivi, Ted e Gulliver liberano il pianeta. Quindi il ragazzo si sveglia e scopre di aver sognato ogni cosa.

## Produzione
Gulliver no uchū ryokō è stato uno dei primi prodotti animati della Toei a discostarsi dalla mitologia asiatica, anche se, come i precedenti film, è ispirato alla formula del musical Disney. Prendendo in prestito elementi da Hans Christian Andersen, Jonathan Swift e dalla fantascienza, si sperava che questo film potesse attrarre un vasto pubblico internazionale. Tuttavia non si è rivelato più popolare dei precedenti film a tema asiatico di Toei. E così, dopo il flop negli Stati Uniti, fu per un decennio l'ultimo film d'animazione giapponese ad essere rilasciato in quello Stato, fino a Hoshi no Orufeusu e The Mouse and His Child della Sanrio, entrambi edl 1978.

### Staff
Isao Tomita, che di lì a poco sarebbe diventato un rinomato compositore di musica elettronica, compose la colonna sonora originale del film. Tuttavia, per l'edizione americana, le canzoni furono scritte da Milton e Anne Delugg, già compositori di Hooray for Santy Claus per Santa Claus Conquers the Martians (1964).
Come intercalatore vi lavorò Hayao Miyazaki, in uno dei suoi primi lavori all'interno dell'industria dell'animazione. Il suo operato per la sequenza finale venne particolarmente apprezzato dalla Toei. La sceneggiatura venne scritta Shinichi Sekizawa, che già aveva lavorato per Mothra (1961), Il trionfo di King Kong (1962), Watang! Nel favoloso impero dei mostri (1964). Da quel momento in poi scrisse tutte le storie dei film della saga di Godzilla fino a Godzilla contro i robot (1974).

## Accoglienza
Nelle recensioni retrospettive, il Monthly Film Bulletin descrisse l'opera come un "film d'animazione privo di fascino", con un'animazione "mediocre" e con "una piccola variazione o inventiva e una notevole mancanza di prospettiva".